# Vigo
Vigo é um município da Espanha na província de Pontevedra, comunidade autónoma da Galiza. Tem 109,1 km² de área e em 2021 tinha 293 837 habitantes (densidade: 2 693,3 hab./km²) e uma alta taxa de população rural. A cidade tem uma população de 201.100 habitantes (INE, 2021) o que a torna a segunda cidade mais povoada da Galiza depois da Corunha. Os seus habitantes são chamados vigueses ou olívicos.
Fica situada à beira da ria que leva o seu nome. Dista 29 km de Pontevedra (capital da província) e 71 km de Santiago de Compostela (capital política da Galiza) e pouco mais de 20 km de Valença, a localidade portuguesa mais próxima.
É município mais populoso da Galiza. Porto marítimo, com importante atividade pesqueira, sendo o principal porto pesqueiro da Europa. Centro comercial e económico do sul da província de Pontevedra e cabeceira duma área industrial da comunidade autónoma.

## História

### Pré-história (origens)
Vigo e a sua comarca estiveram povoadas desde tempos remotos. Entretanto, até ao momento não se localizou nenhuma comprovação da era paleolítica e os poucos achados são da Idade da Pedra e estas peças encontram-se no Museu Municipal de Castrelos.

### Época pré-romana
A região de Vigo foi povoada por diversas tribos celtiberas, tendo uma influência maior dos Galaicos. Pouco se sabe sobre essa época, pois a cultura local não permitia o uso da escrita, apenas da palavra. Entretanto, há vestígios que comprovam a presença desses povos, como restos de castros, armas e ferramentas usadas no cotidiano.

### A época romana

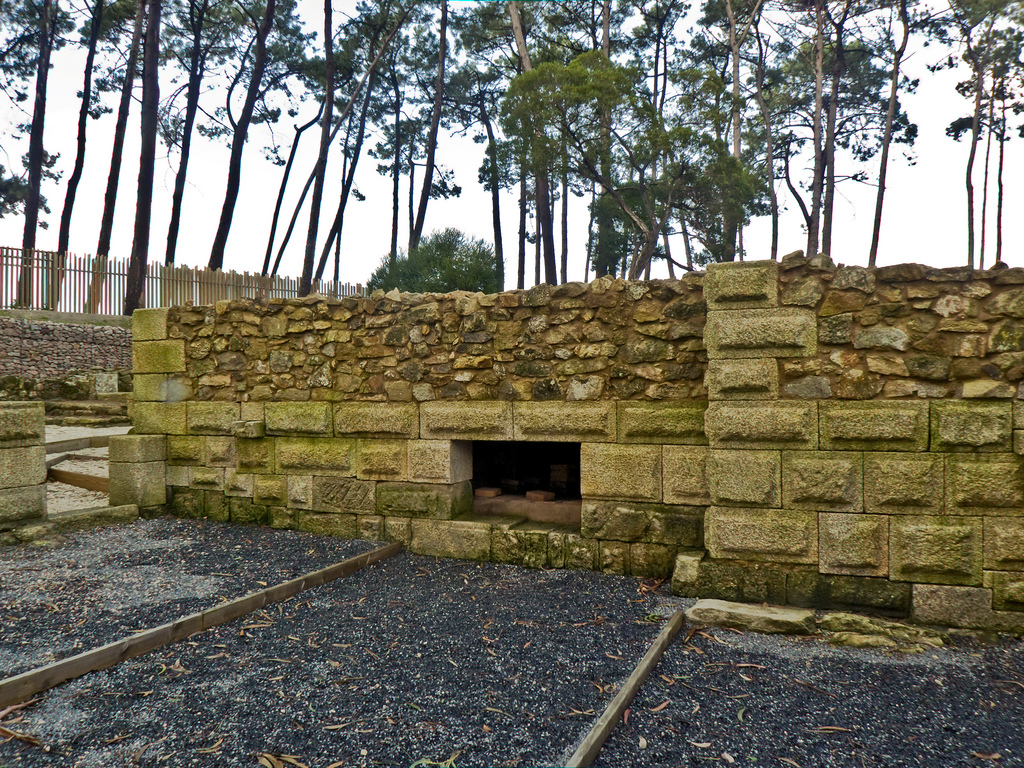
Villa romana de Toralha

Em Vigo o processo de romanização foi intenso. Evidências arqueológicas indicam uma importante atividade portuária e comercial no litoral viguês desde o século II a.C., desenvolvendo-se um progressivo processo de romanização, consolidado durante o século I d.C., uma vez estabelecida a paz romana.
O processo de romanização durou cerca de seiscentos anos, dos quais ficaram relevantes vestígios, investigados em numerosas escavações arqueológicas: vilas (villae) distribuídas pelo litoral (Alcabre, Toralha…), restos de instalações portuárias, ruas, instalações produtivas, necrópoles, além da intensa romanização dos povoados castrejos
Recentes escavações arqueológicas no Areal e no centro histórico põem a possibilidade da existência, pelo menos entre os séculos III e VI d.C., de um importante assentamento humano.

### Do século XII ao XIV (Idade Média)
Conta-se com muito pouca informação, especialmente da Alta Idade Média. Foi o tempo de frequentes incursões da pirataria procedentes do norte da Europa que fizeram que a população se mudasse para o interior em busca de mais segurança.
Durante a Idade Média, a Igreja dominou a sociedade galega. Vigo dependeu durante muitos anos do mosteiro cisterciense de Melom.
A partir do século XII, Vigo começa a recuperar sua população, mas segue submetida a um estrito controle do poder eclesiástico e dos senhores feudais. A paróquia de Santiago de Vigo era a mais importante da vila.

### Do século XV ao XVI (Época dos descobrimentos/Renascimento)

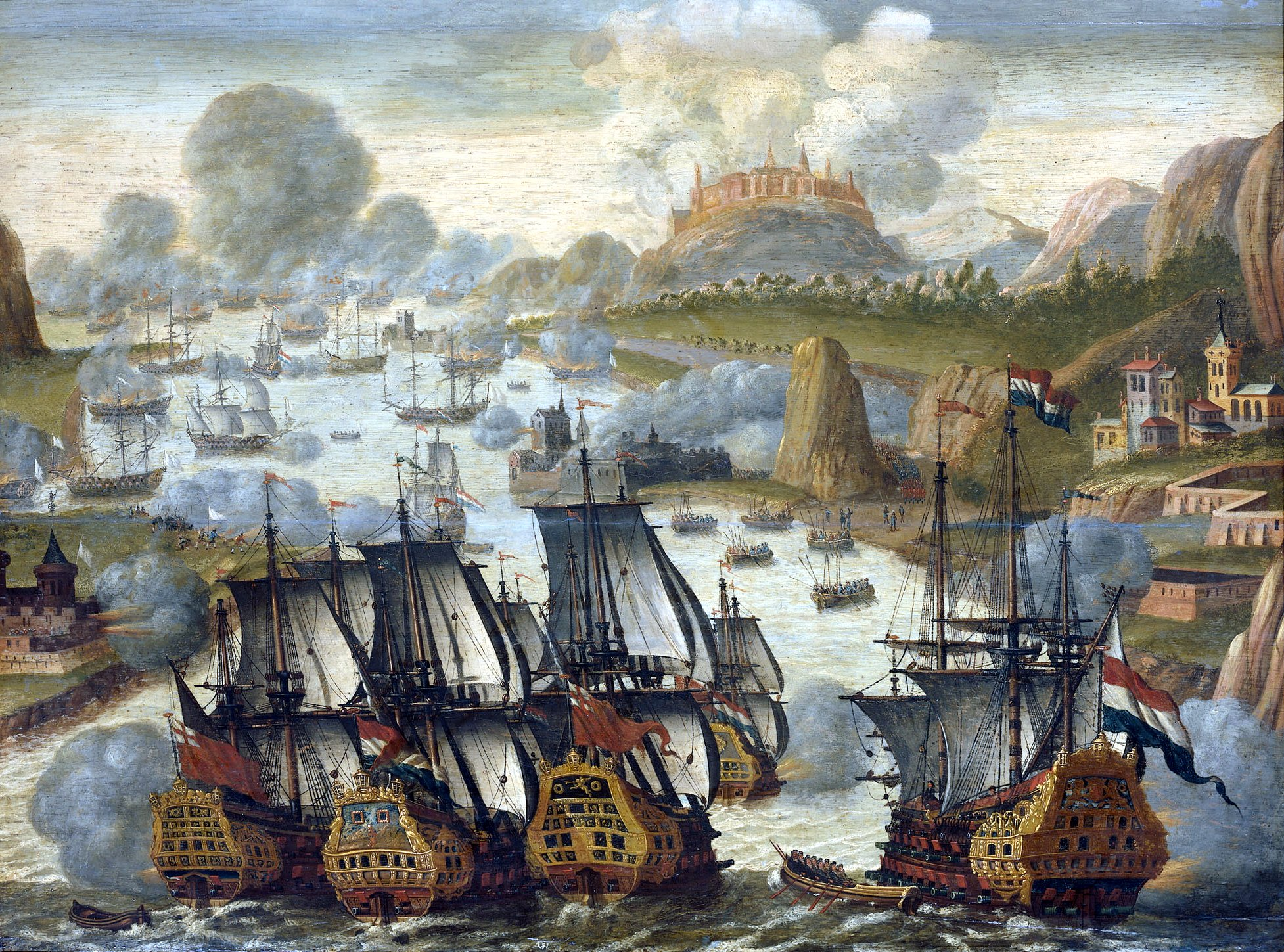
Batalha de Rande (1702). Obra de 1705 conservada no Rijksmuseum Amsterdam.

Apesar do período dos corsários, a vila foi crescendo. Vigo tinha uma importante atividade artesanal e comercial, mas o principal era o marítimo. Alguns documentos comprovam já nesta época a importância que tinha a pesca de sardinha. Em 1573 foi assinado o primeiro ato que regulava essa pescaria.
Em 1587 as epidemias da peste e a pirataria dizimaram a população.

### Do século XVII ao XVIII (Barroco)
Em 1702 acontece a batalha de Rande. A frota anglo-neerlandesa persegue a frota espanhola e os barcos de guerra franceses que a escoltavam. Esta importante frota, carregada de riquezas procedentes da América, foi destruída depois de uma cruel batalha em mar e terra. Ainda hoje existem restos deste episódio bélico nos fundos da Rande.
Em 1778, Carlos III rompe com o monopólio dos portos autorizados a comercializar com a América e Vigo começa a obter benefícios do tráfico de alto bordo. Por esta época a vila estava completamente cercada com uma muralha, construída pelo motivo da Guerra de Restauração Portuguesa diante do temor de uma invasão.
A chegada à cidade na segunda metade do século XVIII de comerciantes e industriais catalães levam a uma pequena revolução económica.

### Século XIX (Romantismo)
Como outros muitos lugares da Península Ibérica, Vigo foi ocupada pelo exército francês em 1809. A resistência popular a esta invasão provoca um levantamento dirigido pelos militares Pablo Morillo e Bernardo González "Cachamoinha" que com a ajuda inestimável do Conde de Gondomar, sem cujajuda não teriam podido fazer frente ao exército invasor, terminam com um assalto às muralhas e com a expulsão do exército de Napoleão. Este episódio motivou a concessão a Vigo do título de cidade Fiel, Leal e Valorosa.
Em 1833 é construído o caminho real que leva a Madrid, conhecido como estrada de Castilla ou de Villacastín. Um ano depois são terminadas as obras de construção da Colegiata por Melchor de Prado, já que o antigo templo havia sido destruído em um dos numerosos saques sofridos pela vila. A cidade cresce e seus governantes concordam em demolir as muralhas para facilitar sua expansão.
A segunda metade do século XIX foi um período de contínuo crescimento da cidade, propiciado, entre outras coisas, pelo incremento das relações com a América. Neste tempo continuam abrindo-se fábricas o que provoca o crescimento da população assalariada e também de uma burguesia financeira. Vigo se expande extramuros com a abertura de novas ruas e a construção de nobres edifícios.

### Século XX (A modernidade)

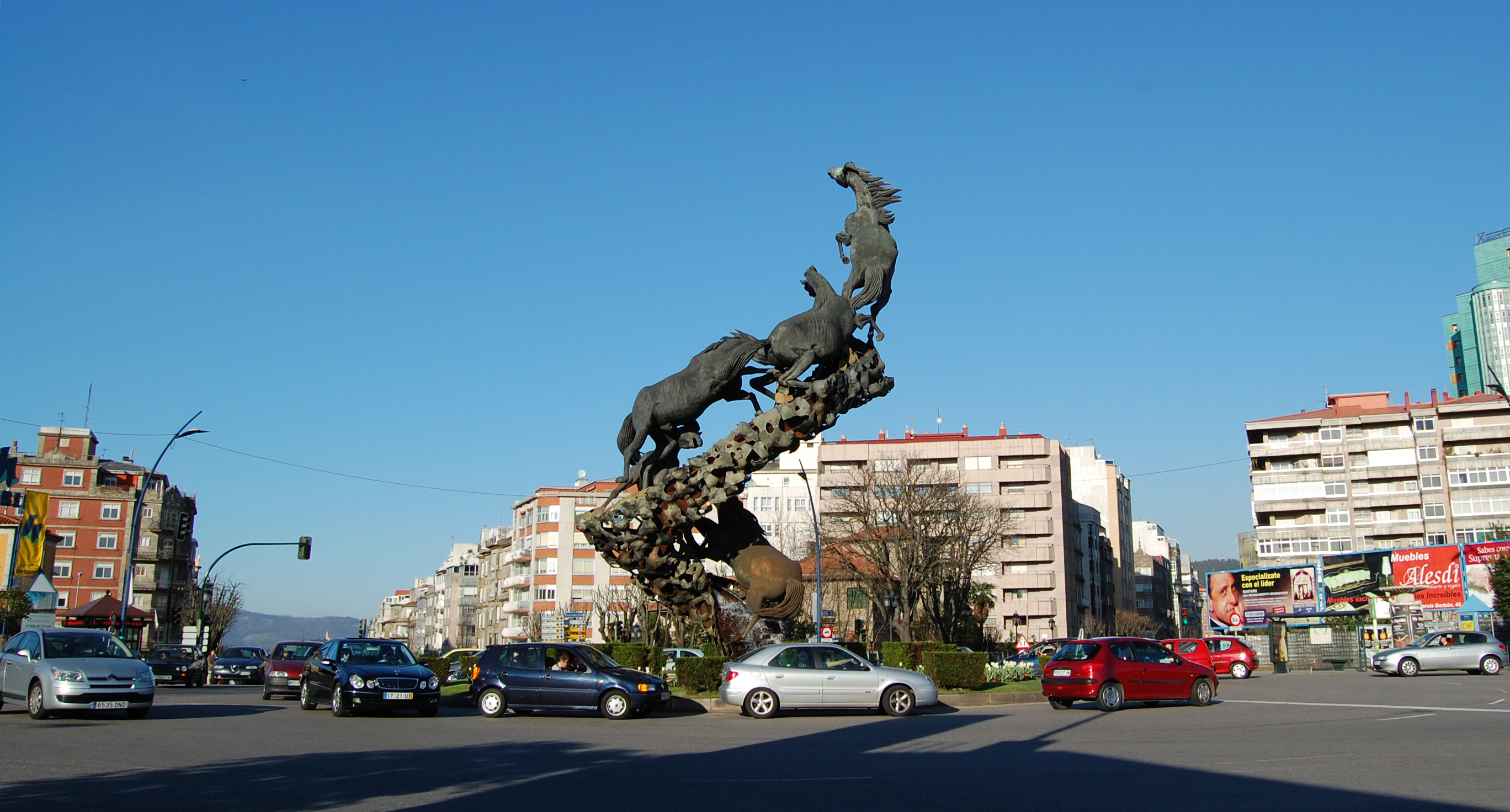
A Praça da Espanha em Vigo

Com a entrada no século XX, a burguesia liberal viguesa toma em suas mãos os mecanismos de poder económico e político. Instalam-se novas indústrias ao mesmo tempo que melhoram as comunicações. Em pouco mais de dez anos a população é duplicada (em 1910 havia 30 000 habitantes).
No primeiro terço deste século, o porto de Vigo está unido à imagem de vários galegos que embarcaram rumo à emigração americana. Outro símbolo é  o elétrico, que começou a funcionar em 1914. Todo este dinamismo ficou neutralizado com o início da Guerra Civil Espanhola.
Nas décadas de 1960 e 1970, Vigo sofreu um crescimento urbano acelerado, e por vezes desordenado, motivado pelo desenvolvimento industrial.

## Geografia

### Localização
A cidade de Vigo se estende em direção noroeste-sudoeste pela margem sul da ria de Vigo, no sopé do Monte do Castro, que acabou rodeando completamente devido ao crescimento urbano.

### Clima
O clima da cidade de Vigo é oceânico com influências mediterrâneas (tipo "Csb" na classificação climática de Köppen-Geiger). Caracteriza-se por invernos suaves e chuvosos, e verões quentes mas não ao extremo, pois as temperaturas não chegam a superar os 32 °C.
| Mês               | Jan | Fev | Mar | Abr | Mai | Jun  | Jul  | Ago  | Set  | Out  | Nov  | Dez |
| ----------------- | --- | --- | --- | --- | --- | ---- | ---- | ---- | ---- | ---- | ---- | --- |
| Temperatura °C    | 10  | 11  | 13  | 14  | 15  | 17.3 | 19.4 | 19.4 | 18.0 | 14.6 | 11.3 | 9.2 |
| Precipitações mm. | 255 | 219 | 145 | 148 | 141 | 73   | 43   | 40   | 113  | 215  | 228  | 298 |

### Demografia
| Variação demográfica do município entre 1991 e 2015 | Variação demográfica do município entre 1991 e 2015 | Variação demográfica do município entre 1991 e 2015 | Variação demográfica do município entre 1991 e 2015 | Variação demográfica do município entre 1991 e 2015 |
| --------------------------------------------------- | --------------------------------------------------- | --------------------------------------------------- | --------------------------------------------------- | --------------------------------------------------- |
| 1991                                                | 1996                                                | 2001                                                | 2004                                                | 2016                                                |
| 276109                                              | 286774                                              | 280186                                              | 292059                                              | 292.817                                             |

## Governo e administrações

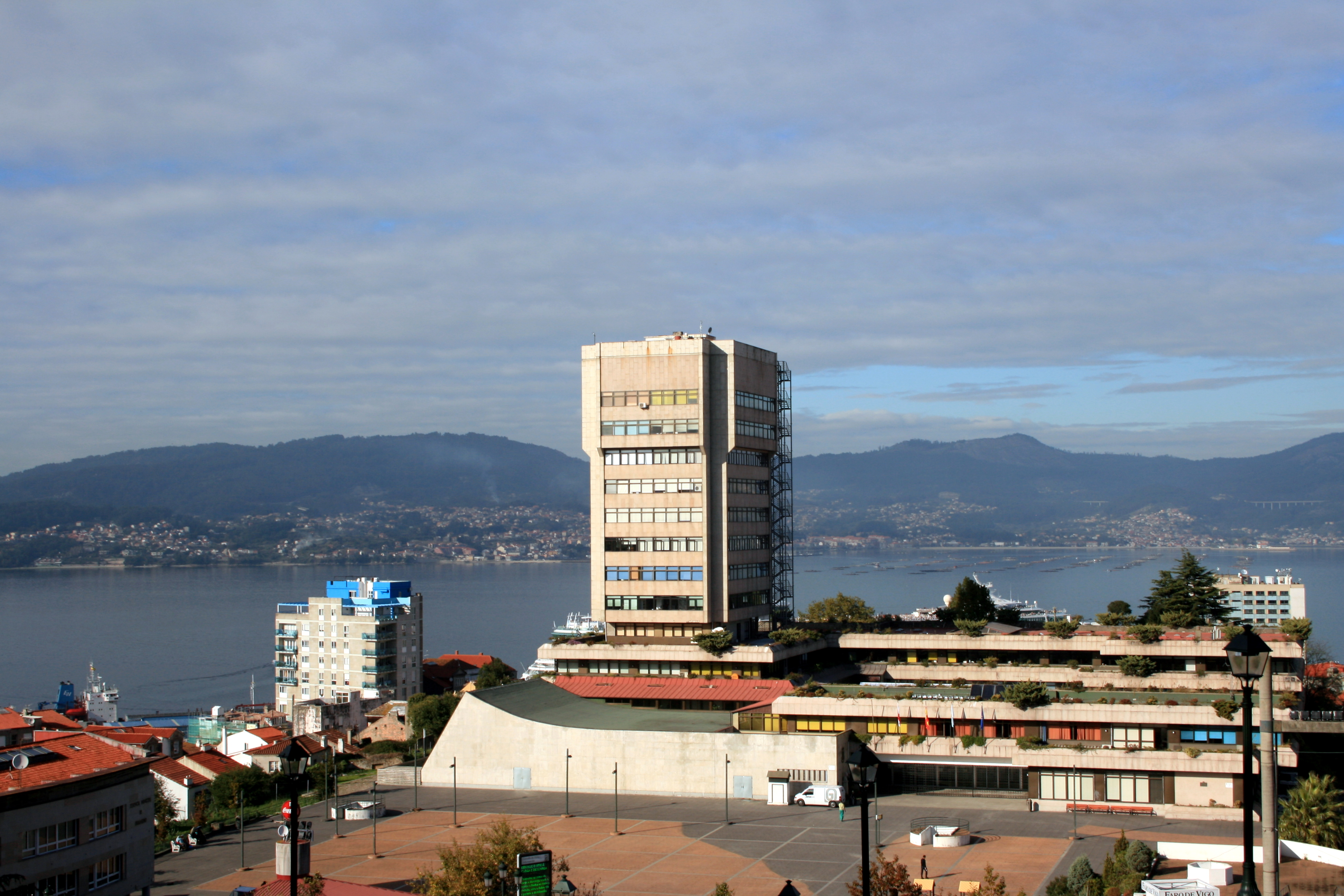
Câmara municipal de Vigo

Conforme a divisão em comarcas prevista pela Junta da Galiza, a Comarca de Vigo está integrada pelos seguintes municípios: Vigo, Redondela, Porrinho, Nigrám, Baiona, Gondomar, Mós, Fornelos de Montes, Paços de Borbém, Salzeda de Caselas e Soutomaior.
A divisão interna do município de Vigo é complexa, como o restante das cidades galegas. É dividido em paróquias, e estas por sua vez em bairros e os bairros são divididos em lugares. Por exemplo o Camiño da Feira está no lugar das Relfas, bairro de Moledo e paróquia de Sárdoma.
A cidade é dividida em 24 paróquias: Alcabre, Beade, Bembrive, Bouzas, Cabral, Candeán, Castrelos, Cies, Coia, Comesaña, Coruxo, Freixeiro, Lavadores, Matamá, Navia, Oia, Saiáns, San Paio, San Xoán do Monte, Sárdoma, Teis, Valadares, Vigo Centro e Zamáns.

## Economia

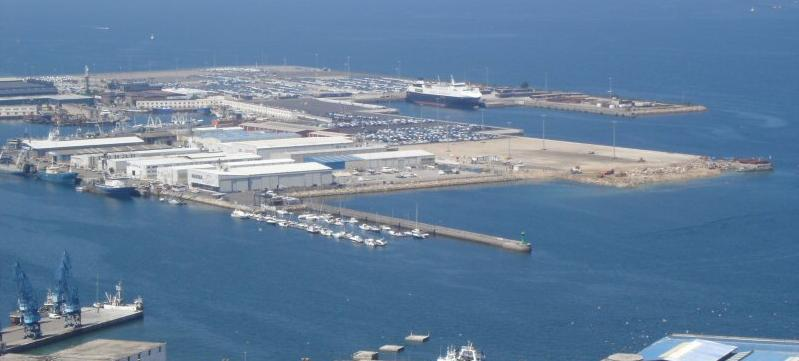
Porto de Vigo

A comarca de Vigo caracteriza-se pela economia diversificada vinculada à indústria e aos serviços. Entre os motores da economia de Vigo está a indústria automobilística, liderada pelo Grupo PSA (Peugeot/ Citroën). São importantes a construção naval e o setor pesqueiro em todas suas vertentes, desde a indústria extrativa, armadores, até comercial. Vigo é o primeiro porto de comércio de peixe para consumo humano do mundo (650000 toneladas no ano de 2004). O porto de Vigo conta com mais de 9 km de milhas de atraque.
Uma infraestrutura relevante na economia de Vigo é o aeroporto de Vigo (ou aeroporto de Vigo-Peinador) situado nos municípios pontevedreses de Redondela, Vigo e Mos, que em 2005 superou a cifra de 1 100 000 viajantes.
Outras atividades económicas importantes em Vigo são a indústria química e farmacêutica, a indústria têxtil, a indústria editorial, alimentícia, a fabricação de produtos para a construção, a fabricação de maquinaria industrial, a engenharia naval e em menor escala a indústria aeronáutica.

## Lugares de interesse
- O centro histórico: É a zona antiga de Vigo. Onde se encontra a praça e mercado da Pedra, além da praça da Constituição, a Colegiada de Santa Maria.
- A Colegiada de Santa Maria: Iniciada em 1816 e terminada de construir em 1836, em substituição do templo gótico anterior.
- A Alameda e Montero Ríos-Areal: Zona de passeio próxima ao porto desportivo e ao Casco Vello.
- A Porta do Sol: Lugar onde se encontra o monumento conhecido popularmente como "o Sereio", do escultor Francisco Leiro.
- A Praça da Constituição (antiga Praça da Vila): À entrada do casco antigo, considerada como a Praça Maior de Vigo. Muito familiar, com terraços e cafés.
- Santa Maria de Castrelos (rural): Do século XII, está formada por uma única nave de abside semicircular e uma planta de 20 por 7 metros.
- Sam Salvador de Corujo (rural): Também do século XII. Destaca sua monumental abside. Trata-se da igreja monasterial do antigo priorado que existiu em Vigo.
- Santiago de Bembrive (rural): Igreja do século XII.
- Museu municipal Quiñones de León
- Casa Galega da Cultura (ou Biblioteca Penzol)
- A praia de Samil: Uma das maiores de Vigo e a mais frequentada pelos turistas ourensans.
- A praia do Vau
- As Ilhas Cíes, a 15 quilômetros de Vigo, arquipélago que forma parte do Parque nacional das Ilhas Atlânticas. Dispõe de praias e parque de campismo.
- Ascensor Halo

## Desportos
O Celta de Vigo, principal clube de futebol da cidade, disputou a primeira divisão espanhola, a La Liga. O Celta está frequentemente entre os 20 melhores clubes da Espanha que disputam a liga principal. Possui um estádio Balaídos com capacidade para 31 500 pessoas.